# Pelecopsis subflava
Pelecopsis subflava là một loài nhện trong họ Linyphiidae.
Loài này thuộc chi Pelecopsis. Pelecopsis subflava được Anthony Russell-Smith & Rudy Jocqué miêu tả năm 1986.